# 1. gorski strelski polk (Avstro-Ogrska)
Za druge 1. polke glejte 1. polk.
1. gorski strelski polk (izvirno nemško k.k. Gebirgs-Schützenregiment Nr. 1; dobesedno slovensko: Cesarsko-kraljevi gorski strelski polk št. 4) je bil pehotni (gorski) polk avstro-ogrskega Domobranstva.

## Zgodovina
Polk je bil ustanovljen 11. aprila 1917 s preimenovanjem dotedanjega 4. domobranskega pehotnega polka; ves čas obstoja (do razpada Avstro-Ogrske) je polk deloval na soški fronti.